# Armand Hammer

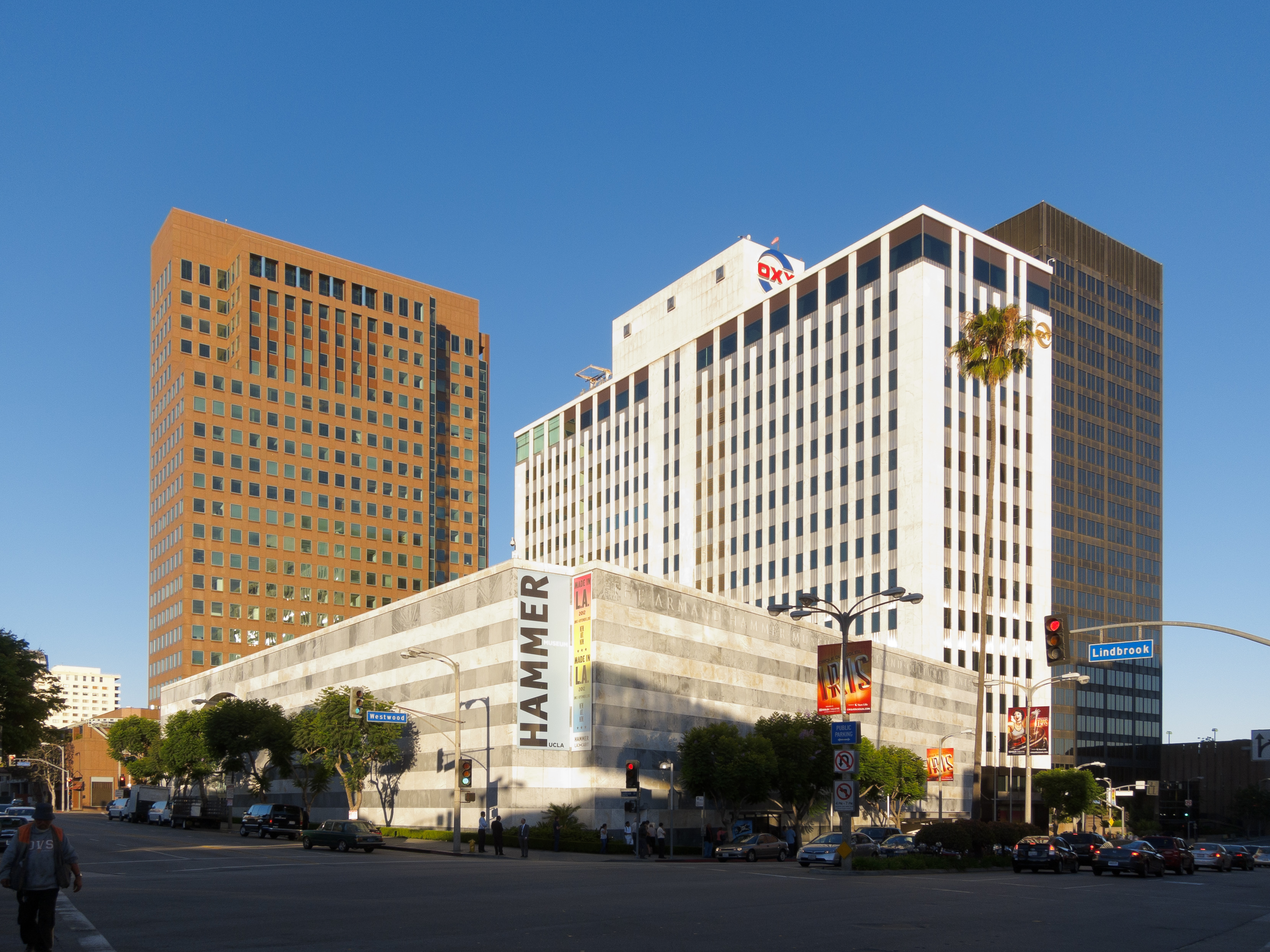
Budynek przedsiębiorstwa Occidental Petroleum oraz Muzeum i Centrum Sztuki im. Armanda Hammera w Los Angeles

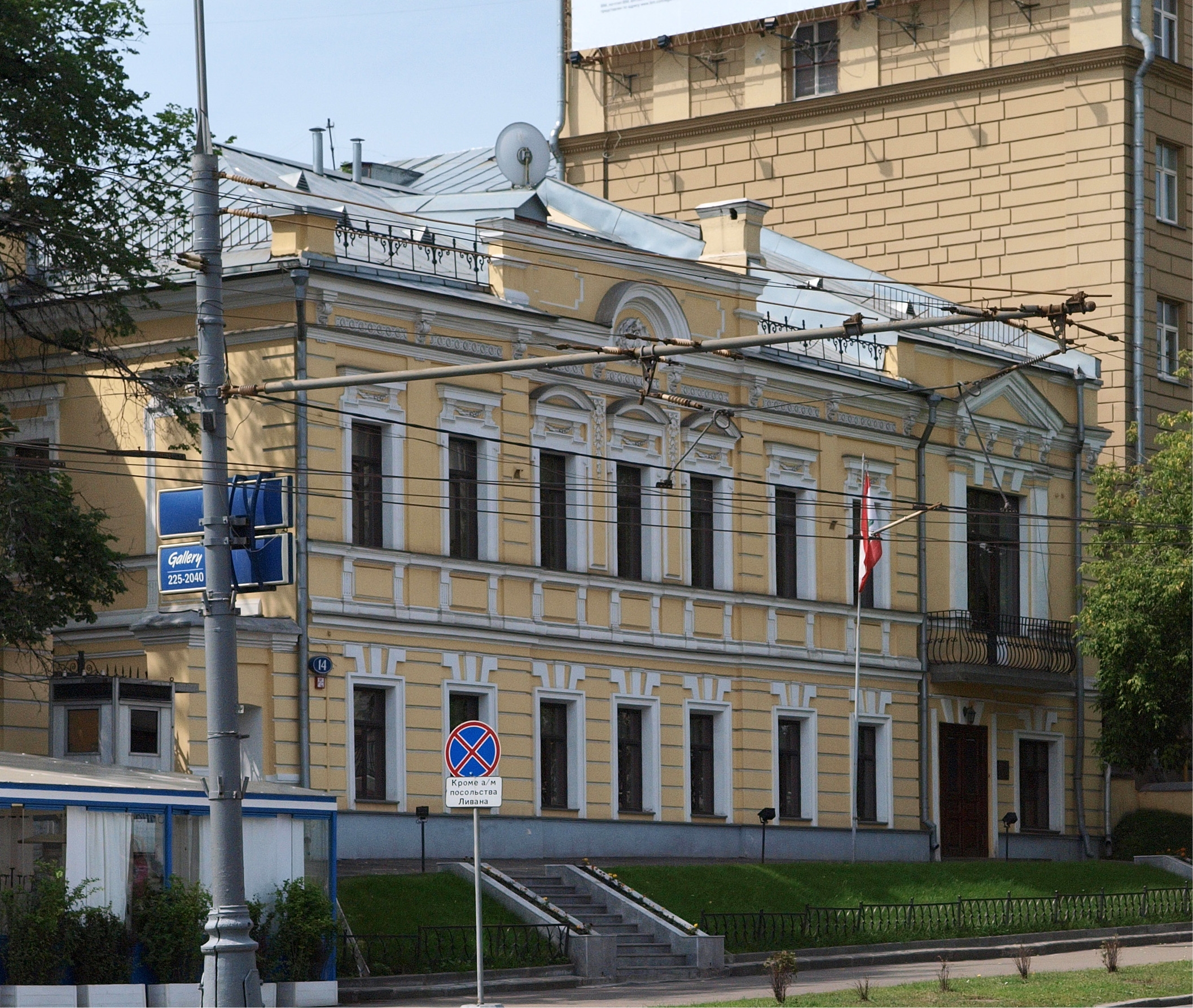
Pałacyk przy ul. Sadowo-Samotecznej w Moskwie – b. siedziba Armanda Hammera na przełomie lat dwudziestych i trzydziestych

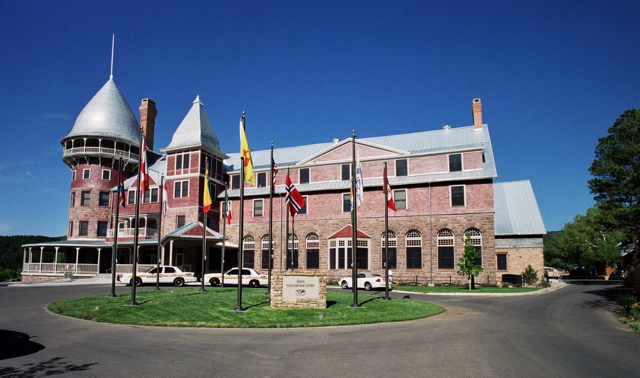
The Davis International Center w kampusie Armand Hammer United World College w Montezumie

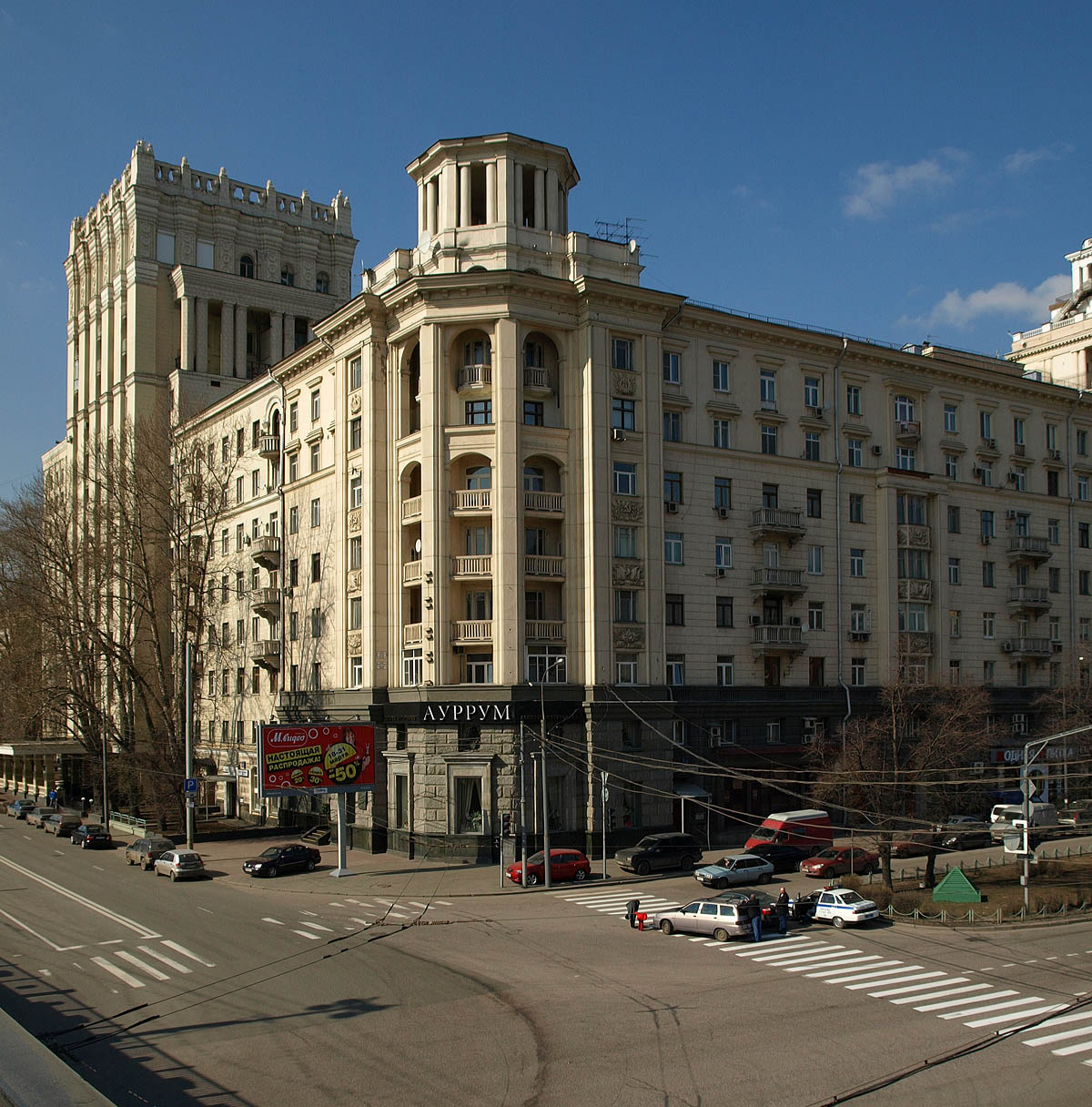
b. moskiewska siedziba Amerykańsko-Radzieckiej Rady Handlowo-Gospodarczej przy Nabrzeżu Tarasa Szewczenki

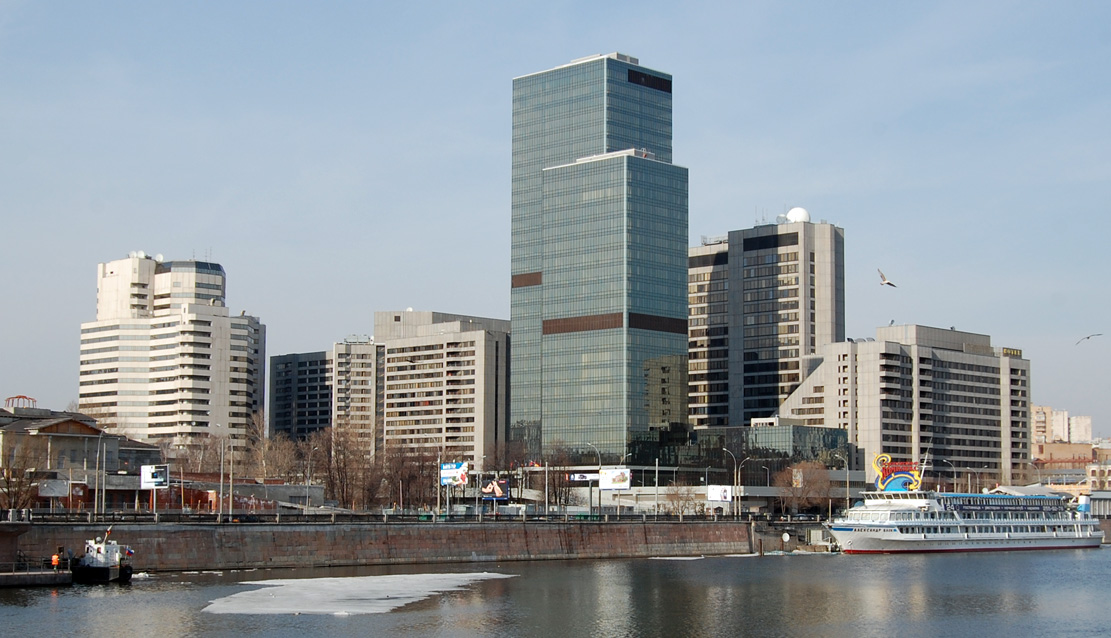
Centrum Międzynarodowego Handlu w Moskwie, które jest kojarzone z Armandem Hammerem

Armand Hammer (Арма́нд Ха́ммеp), ur. 21 maja 1898 w Nowym Jorku, zm. 10 grudnia 1990 w Los Angeles) – amerykański przemysłowiec, związany z przedsiębiorstwem naftowym Occidental Petroleum, przez lata znany ze swoich kolekcji sztuki, filantropii jak i relacji ze Związkiem Radzieckim. Był przyjacielem Lenina, Ronalda Reagana i rodziny Ala Gora. Poznał osobiście wszystkich przywódców ZSRR, z Michaiłem Gorbaczowem włącznie. Odznaczony orderem Lenina. 25-krotnie otrzymał tytuł Doktor honoris causa. CIA określała go „Kapitalistycznym Księciem” (The Capitalist Prince). Jego prawnukiem jest Armie Hammer.
Pochodził z żydowskiej rodziny z Odessy. Pierwszy mln dolarów uzyskał jeszcze przed ukończeniem w 1921 studiów medycznych na Columbia University w Nowym Jorku, w prowadzonej przez ojca przedsiębiorstwie farmaceutycznym, z produkcji syropu na kaszel na bazie spirytusu i ekstraktu z imbiru, co było oceniane jako jeden z przykładów skutecznego obejścia prohibicji. Przedsiębiorstwo ojca Allied Dry & Chemical Corp. z siedzibą w Newark, zajmowało się produkcją kremów do twarzy oraz wyrobów zielarskich.
W tymże roku, w trakcie realizacji pierwszego kontraktu przez przedsiębiorstwo Hammera Allied Drug & Chemical Corporation zawartego 27 października 1921 z Ludowym Komisariatem Handlu Zagranicznego (Народный комиссариат внешней торговли РСФСР) sprzedaży 1 mln buszli pszenicy, stał się oficjalnym przyjacielem ZSRR («официальным другом» СССР), i został przekonany przez Włodzimierza Lenina do podjęcia inwestycji w tym kraju. Zapłatą za zrealizowany kontrakt były skóry, czarny kawior oraz kosztowności ze Skarbca (Гохранa).
Formalnie zadania te realizowała spółka pn. Allied American Corp. z siedzibą w Moskwie przy Kuźnieckim Moście 4 (Кузнецкий Мост), oraz w Nowym Jorku na Broadwayu 155. Posiadała też przedstawicielstwa w Londynie i Berlinie. Reprezentowała ona też cały szereg przedsiębiorstw amerykańskich – Ford Motor Company, United States Rubber, Allis-Chalmers, oraz Underwood Typewriter Company. Po upaństwowieniu w 1925 radzieckiego handlu zagranicznego, w ramach rekompensaty Hammer uzyskał od bolszewików koncesję na uruchomienie w Związku Radzieckim fabryki ołówków pod marką „Diamond” (A. Hammer Pencil Co.), która została następnie w latach 1920. wykupiona przez Sowietów.
W trakcie jego 8-letniego pobytu w ZSRR na przełomie lat dwudziestych i trzydziestych, użyczony przez Lwa Trockiego eks-kupiecki pałacyk Hammera (z 1816) w Moskwie przy ul. Sadowo-Samotecznej 14 (Садовая-Самотечная ул.), z uwagi na ówczesny brak stosunków dyplomatycznych pomiędzy obydwoma krajami, pełnił rolę nieoficjalnego poselstwa USA w tym kraju; obecnie mieści się w nim ambasada Libanu. Na początku lat 1930. Hammer powrócił do Stanów Zjednoczonych wraz ze sprzedaną mu przez leningradzki Ermitaż dużą ilością dzieł sztuki, dawniej należących np. do rodziny carskiej Romanowów, m.in. wyrobami Faberge. Po ich sprzedaży (kiermasze w 36 miastach Stanów Zjednoczonych!), Hammer zajął się produkcją whisky (J.W. Dant Distilling Co.) i hodowlą bydła. Był agentem Kominternu. Jego działalność była monitorowana przez FBI i CIA.
Hammer nie utrzymywał bliższych, osobistych kontaktów ze Związkiem Radzieckim w okresie dyktatury Józefa Stalina. Odnowił je w okresie rządów Nikity Chruszczowa.
W 1956 Hammer podjął współpracę z podupadającym przedsiębiorstwem naftowym Occidental Petroleum Corporation, które znacznie wzmocnił, w 1957 stając jego szefem. Pod jego kierownictwem, w połowie lat 1960., roczny dochód Occidental przekroczył 650 mln dolarów, a podjęte przedsięwzięcia naftowe w Libii (które później zostały znacjonalizowane) oraz dywersyfikacja produkcji chemicznej zwiększyły w 1970 dochód brutto Occidental do ponad 2 mld dolarów. Obecnie Occidental jest czwartym pod względem wielkości przedsiębiorstwem naftową Stanów Zjednoczonych.
Ze względu na długoletnie kontakty handlowe i osobiste z Sowietami, Hammer i jego przedsiębiorstwo było jednym z głównych uczestników poszerzenia amerykańsko-sowieckich stosunków handlowych, które towarzyszyły erze odprężenia w latach 1970. Nie bez powodu radzieckie przedsiębiorstwo brokerskie z siedzibą w Nowym Jorku – Amtorg, nazywane też było przez wielu w tym okresie „Amtorgiem Hammera”. W latach 1977–1984 Hammer pełnił funkcję wiceprzewodniczącego Amerykańsko-Radzieckiej Rady Handlowo-Gospodarczej (U.S.-U.S.S.R. Trade & Economic Council). Rada miała biura w Nowym Jorku przy 805 Third Avenue oraz w Moskwie przy Nabrzeżu Szewczenki 3 (Тараса Шевченко набережная).
Wpłacając na początku lat 70. na konto Komitetu Reelekcji Prezydenta sumę 100 tys. dolarów  był uczestnikiem Afery Watergate.
W 1970 ufundował Centrum Rakowe (Cancer Center) w Salk Institute w La Jolla w Kalifornii, w 1976 otworzył na nowojorskim Columbia University Centrum Nauk Medycznych im. Juliusa i Armanda Hammerów (Julius & Armand Hammer Health Sciences Center), w którym mieści się Wydział Mikrobiologii i Immunologii (Department of Microbiology & Immunology) wraz z Biblioteką Nauk Medycznych im. Augustusa C. Longa (Augustus C. Long Health Sciences Library).
Jego imieniem  – „Centrum Hammera” (Хаммеровский центр) jest też określane otwarte w 1980 w Moskwie Centrum Międzynarodowego Handlu (Центр международной торговли), w którego powstaniu brał udział Hammer; realizatorem projektu była amerykańskie przedsiębiorstwo Bechtel, zaś Hammerowi wypłacono prowizję w wysokości 3 mln dolarów.
W 1982 w Montezuma w stanie Nowy Meksyk Hammer otworzył Koledż Amerykańskiego Zachodu dla Zjednoczonego Świata im. Armanda Hammera (Armand Hammer United World College of the American West).
Był znanym kolekcjonerem sztuki; w 1990 w Los Angeles założył Muzeum Sztuki i Centrum Kultury im. Armanda Hammera (Armand Hammer Museum of Art and Cultural Center), które jest zarządzane przez Szkołę Sztuki i Architektury University of California (School of the Arts and Architecture).
Po śmierci okazał się bankrutem, z kilkuset milionowym długiem. Po rozpadzie ZSRR ujawniono cały szereg dokumentów, jak też w 2004 wyemitowano w Programie I Rosyjskiej TV (Россия 1) film dokumentalny pod wielce wymownym tytułem „Armand Hammer. Przygody oszusta” (Тайны века – Арманд Хаммер. Похождения афериста), który pozwala określić go jako wieloletniego agenta wpływu ZSRR (Soviet agent of influence) nie tylko w zakresie rozwijania stosunków ekonomicznych ze Stanami Zjednoczonymi, również i z innymi krajami, jak np. z Libią. Samoloty którymi się poruszał, ostatnio Boeingiem 727, miały nieograniczone prawo wlotu w radziecką przestrzeń powietrzną. Na lotnisku zawsze był witany jako gość najwyższych władz.